# 데오미스아과
데오미스아과(Deomyinae)는 쥐과에 속하는 설치류 아과이다. 4속 54종으로 이루어져 있다. 아주 최근까지 쥐아과와 붉은숲쥐과의 덴드로무스아과로 분류했다.

## 하위 분류
- 가시생쥐속 (Acomys)
- 콩고숲쥐속 (Deomys)
- 붓털쥐속 또는 로푸로미스속 (Lophuromys)
- 러드쥐속 (Uranomys)